# Isabel de Portugal, Imperatriz Romano-Germânica
Isabel de Portugal (Lisboa, 24 de outubro de 1503 – Toledo, 1 de maio de 1539) foi a esposa de Carlos V & I e Rainha Consorte da Espanha de 1526 até sua morte, e também Imperatriz Consorte do Sacro Império Romano-Germânico a partir de 1530. Era filha do rei Manuel I de Portugal e sua esposa Maria de Aragão e Castela.
Dona Isabel era irmã dos reis João III e de Henrique I. Inteligente e culta, criada no esplendor da mais rica corte europeia do seu tempo, em Lisboa, na educação da imperatriz participaram também, por influência de sua mãe, os castelhanos Beatriz Galindo, la Latina e o humanista Luís Vives. Foi longamente regente em nome de Carlos V, entre 1528 e 1533, primeiro, e de 1535 a 1538 novamente, enquanto o marido se ausentou, em guerra.
Além disso, teve muita importância em relação à educação do seu primogênito, que viria a ser Filipe II de Espanha, de língua materna portuguesa, criado e educado pelas damas lusitanas de sua mãe durante a infância.

## História

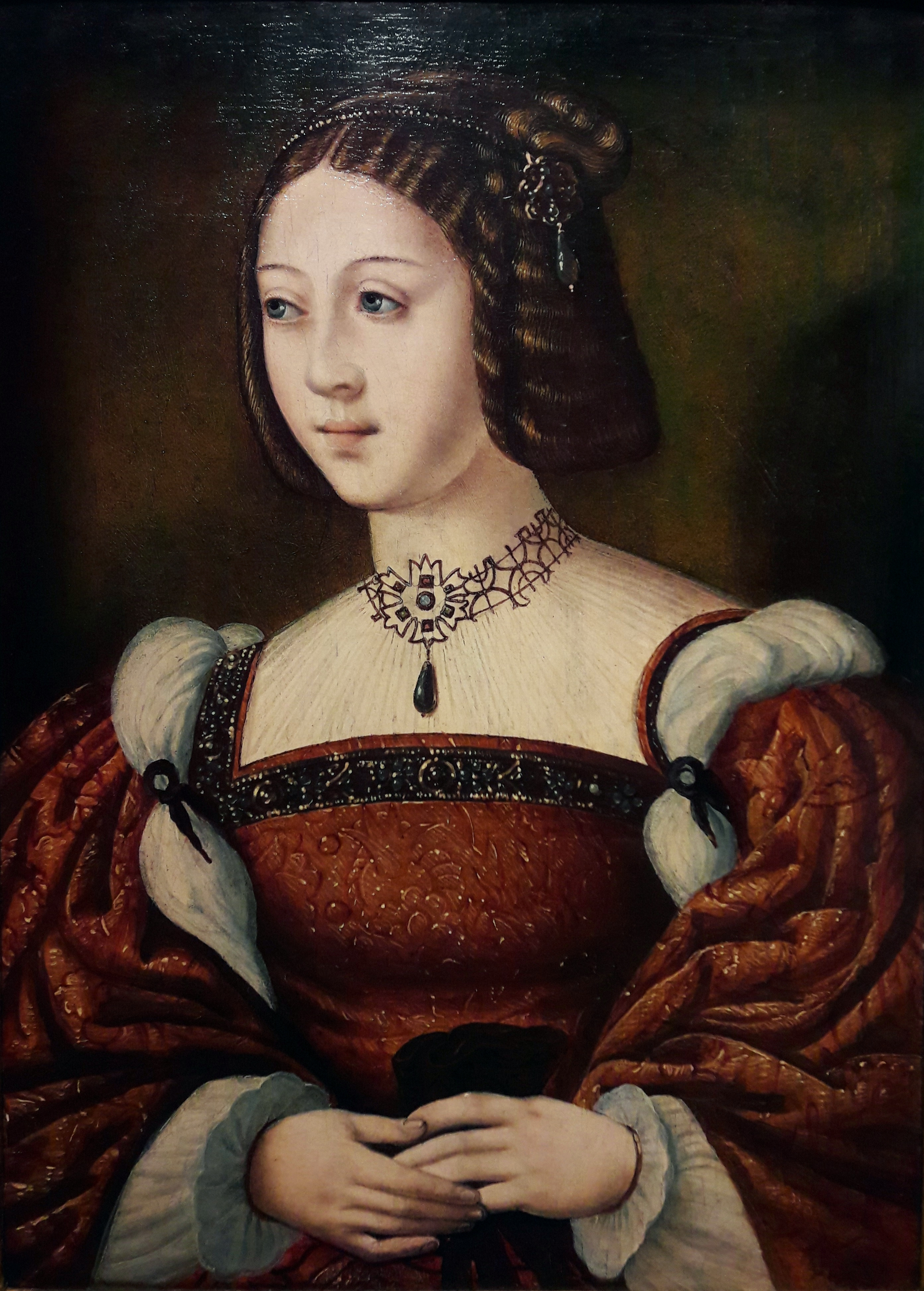
Isabel por um seguidor do Mestre das Meias-Figuras.

D. Isabel, nasceu em 1503, filha do rei D. Manuel I de Portugal e da rainha D. Maria, por sua vez filha dos Reis Católicos, Fernando e Isabel. Tinha a tez alva, cabelos loiros arruivados, olhos claros, Isabel de Portugal foi conhecida como "a mulher mais bela de seu tempo".
D. Isabel passou uma infância feliz na companhia dos pais e dos vários irmãos, uma prole numerosa com que o casal régio foi abençoado. No Paço da Ribeira, destruído séculos depois no célebre terramoto de Lisboa, D. Isabel tornar-se-ia progressivamente numa jovem bonita e instruída, aprendendo latim, a doutrina cristã e os clássicos que surgiam nestes tempos de Renascimento. Além de bela, D. Isabel era uma mulher cultíssima, possuindo uma vasta e completa biblioteca, composta por obras de cariz espiritual, destinadas à oração e ao enriquecimento pessoal, bem como obras mais mundanas que eram do gosto da infanta, nomeadamente sobre cavalaria.
D. Maria deixou no seu testamento, e numa clara mensagem a D. Manuel I, a vontade de que D. Isabel casasse, sim, mas com reis ou filhos legítimos de reis, numa clara alusão ao filho bastardo do falecido D. João II, primo do monarca, que não era, de todo, da preferência da falecida rainha. Com a morte de D. Maria, D. Manuel I dotou a sua filha predilecta de Casa própria, de forma a que esta assumisse algumas funções governativas.
Além disso, encetou o seu casamento com Carlos I, rei de Castela e Aragão que viria a tornar-se em Carlos V, imperador do Sacro Império Romano-Germânico. A morte de D. Manuel I, a 13 de Dezembro de 1521, não inviabilizaria o projecto: D. João III, irmão de D. Isabel e novo rei de Portugal, prosseguiria com os desejos de seu pai.

## Casamento

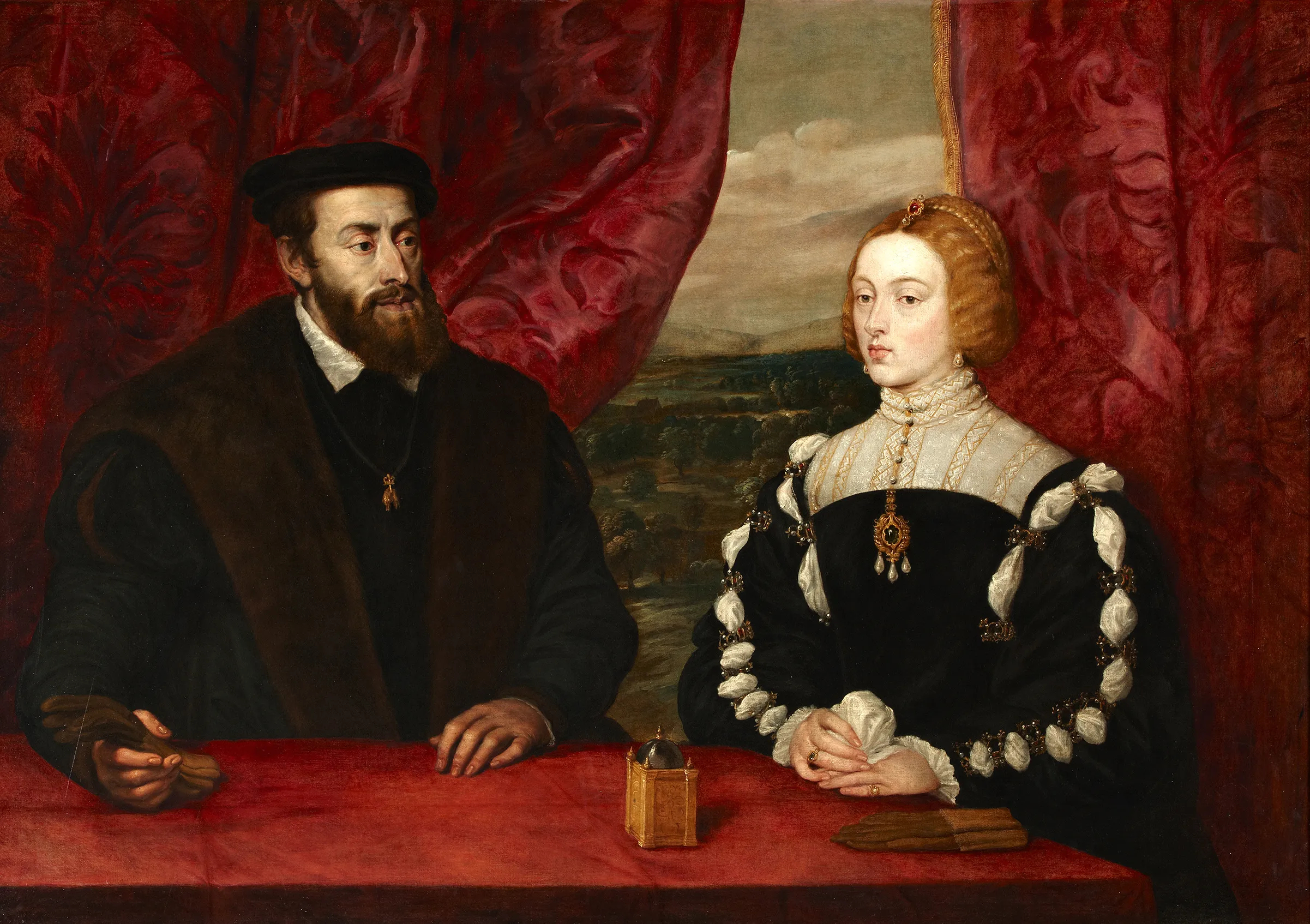
A Imperatriz Isabel com o marido Carlos V por Peter Paul Rubens.

O casamento fora negociado por seu pai, Manuel I de Portugal, que morrendo antes de o concluir o deixou recomendado em testamento ao seu sucessor no codicilo de 11 de dezembro de 1521. 
Assim, a 6 de outubro de 1525 firmou-se em Torres Novas o contrato. A noiva levou por dote a exorbitante quantia de 900 mil cruzados portugueses, ou dobras castelhanas. 
Carlos V, seu noivo e seu primo direito, era então ainda Carlos I, rei de Espanha, duque da Borgonha e vários outros feudos. Foi eleito imperador do Sacro Império em 1520, tornando-se hierarquicamente o mais alto soberano da cristandade, com jurisdição sobre a Alemanha, Áustria e vários reinos e senhorios da Espanha, Itália, França e Flandres, estendendo ao mundo a sua influência política e o poder das suas armas. Porém, como todos os soberanos da Renascença, foi várias vezes obrigado a recorrer a grandes famílias de banqueiros, como os Fugger, não só para financiar a sua ascensão à coroa imperial, como também os seus projectos político-militares. Por isso mesmo, Carlos havia prometido anteriormente a Henrique VIII de Inglaterra casar-se com sua filha Maria, de quem igualmente era primo direito, em 1522 (quando esta tinha apenas seis anos) - mas preferiu aceitar a consorte lusitana. Assim, a princesa casou-se em Almeirim por procuração, em 1 de novembro de 1525, com o seu primo Carlos, representado pelo embaixador Carlos Popeto, partindo em janeiro de 1526 rumo a Elvas com grande e rica comitiva, daí prosseguindo a viagem em liteira até à fronteira do Caia.
Aí, montada em linda égua branca esplendorosamente ajaezada, e com luzido e fidalgo acompanhamento, foi ao encontro da embaixada castelhana que a vinha buscar, encabeçada pelos duques de Calábria e de Béjar e pelo arcebispo de Toledo. Passada a fronteira, seguiu para Sevilha onde se encontrava o marido, ali se repetindo solenemente as bodas imperiais nos paços chamados de Reales Alcázares, em março de 1526. Deslumbrado com a sua beleza, Carlos V deu-lhe ao casar por nova divisa as três graças, sendo a primeira delas a rosa, símbolo da formosura; a segunda o ramo de murta, símbolo do amor; e a terceira, a coroa de carvalho, símbolo da fecundidade, além do mote: Has habet et superat.[carece de fontes?]
Este casamento reforçou a aliança entre Espanha e Portugal, pois o rei João III tinha casado pouco antes com a irmã de Carlos: Catarina. Com estes casamentos as rainhas tornam-se nas concunhadas dos próprios irmãos.

## Descendência
Do seu casamento com Carlos I de Espanha, tiveram os seguintes filhos:
- Filipe II de Espanha (21 de maio de 1527 - 13 de setembro de 1598), casou-se pela primeira vez com sua prima Maria Manuela de Portugal, com descendência. Casou-se pela segunda vez com Maria I de Inglaterra, sem descendência. Casou-se pela terceira vez com Isabel de Valois, com descendência. Casou-se pela quarta e última vez com sua sobrinha Ana de Áustria, com descendência;
- Maria da Áustria, Imperatriz Romano-Germânica (21 de junho de 1528 - 26 de fevereiro de 1603), casou-se em 1548 com seu primo Maximiliano II do Sacro Império Romano-Germânico, com descendência;
- Fernando (22 de novembro de 1529 - 13 de julho de 1530), morreu aos sete meses de idade, o que causou muita tristeza à sua mãe, principalmente porque precisou superar sozinha, já que o amado esposo encontrava-se na Itália em consequência de assuntos do Estado.
- Filho natimorto (29 de junho de 1534)
- Joana de Áustria, Princesa de Portugal (24 de junho de 1535 - 7 de setembro de 1573), casou-se aos 16 anos com o herdeiro do trono português, seu primo, João Manuel, Príncipe de Portugal, com descendência;
- João (19 de outubro de 1537 - 20 de março de 1538), o seu nascimento seria imensamente celebrado, uma vez que a saúde do herdeiro, Filipe, revelava-se muito frágil. Porém, mais frágil ainda nasceria este bebê, que morreu com cinco meses de idade. Tristeza depois de tristeza, teve D. Isabel com a morte de seu filho e de sua irmã, D. Beatriz. A imperatriz, então, ordena a celebração de honras fúnebres em Madrid e Barcelona.
- Filho natimorto (21 de abril de 1539)

Isabel sofria de febre terciária, que se tornou crônica mais tarde em sua vida e também sofreu várias vezes de malária, fazendo com que sua saúde fosse muito frágil. Ela teve um total de sete gestações, das quais cinco tiveram sucesso, dois de seus filhos morrendo na infância; ela também sofreu dois abortos. As ausências do marido causaram-lhe uma grande solidão, que alguns historiadores acreditam ter enfraquecido ainda mais sua saúde delicada.

## Rainha da Espanha e Imperatriz do Sacro Império

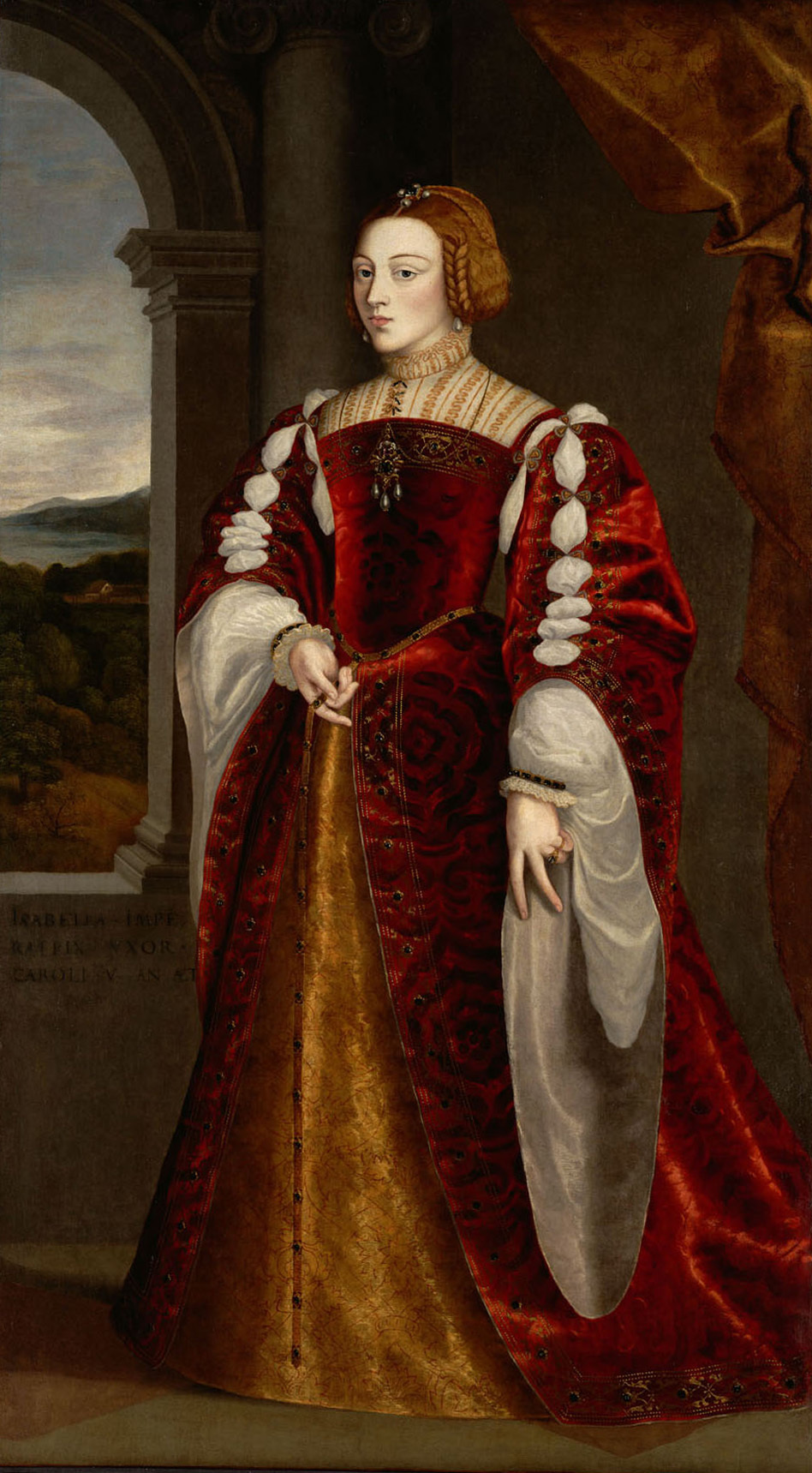
Retrato por Jakob Seisenegger no Kunsthistorisches Museum, em Viena.

Viveu seus dias como soberana na Espanha. Isabel de Portugal tinha residência própria, onde viviam quarenta damas e açafatas, como D. Isabel Freyre, e mais de setenta jovens, rapazes e raparigas, alguns filhos do pessoal que lidava de perto com D. Isabel. Além da morada do imperador, havia as casas dos infantes e infantas (quando já tinham idade para serem independentes), e ainda o palácio da rainha Joana, mãe de Carlos, que vivia em Tordesilhas. Enquanto Carlos V estava em guerra ou a negociar tratados de paz com países ou regiões da Europa, Isabel tinha as responsabilidades de regente. 
D. Isabel não foi educada apenas para ser mãe e esposa. Herdando o sangue de sua avó materna, Isabel, A Católica, D. Isabel de Portugal era uma mulher decidida, honrando a educação dada nesse sentido por D. Manuel e sua mãe, D. Maria. A regência assumiria com a partida de Carlos V para Itália, de 1527 a 1529. Toda a documentação da época refere que D. Isabel era uma profunda conhecedora dos problemas dos reinos peninsulares, defendendo intransigentemente o poder régio e a suprema autoridade do monarca, sobrepondo o bem comum aos interesses particulares. A nível externo, a sua sensata atuação foi decisiva na defesa do litoral da península e do norte de África das investidas da pirataria. 
Foi regente entre 1529 e 1532, e 1535 e 1539. Nessa qualidade, viajou bastante. Para amenizar as saudades e para tratar de assuntos importantes do império, Carlos e Isabel escreviam-se com regularidade. Por vezes, o imperador não escrevia durante meses, a ponto de preocupar a imperatriz, que numa carta lhe "ralhou", dizendo que ao menos lhe escrevesse "todos os vinte dias". Devido ao clima demasiado quente de Toledo e de Sevilha, a imperatriz Isabel passava os verões em Ávila, por ser mais ameno, pois sofreu diversas vezes de paludismo. Viajava no outono, com regularidade, entre Toledo, Valladolid, Sevilha, Barcelona e Maiorca. Quando tinha notícia de que o marido ia regressar, mandava preparar uma recepção, com grande comitiva, mas durante o tempo em que estava sozinha com os filhos, as damas e conselheiros da corte, Isabel de Portugal fazia uma vida muito ascética.

## Morte

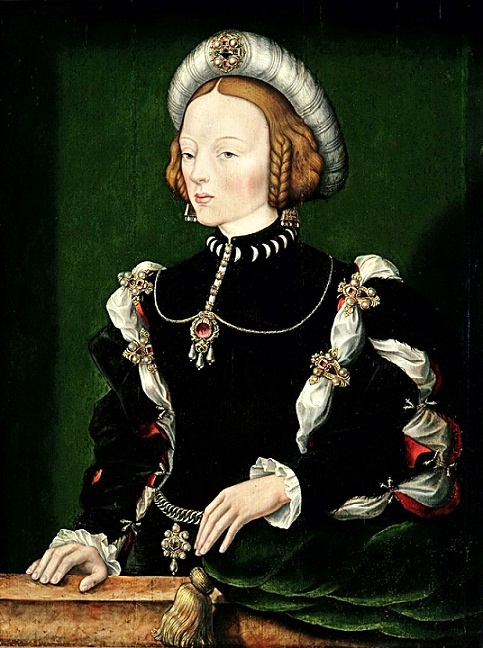
Retrato do artista William Scrots da década de 1530

Faleceu no parto de um menino natimorto, após 14 anos de casada. No dia 21 de abril nasce este príncipe morto. Já fragilizada pelas febres, segue-se uma enorme hemorragia. As febres cessaram no dia 29 de abril. Prevendo a morte, a imperatriz confessou-se e recebeu a extrema-unção. Morreria a 1 de maio de 1539, com a mesma idade e nas mesmas circunstâncias trágicas que vitimaram a sua mãe.
O imperador Carlos sofreu muito com a morte da consorte, o homem mais poderoso da época não teve coragem de participar do cortejo fúnebre da imperatriz, tendo se recolhido em um mosteiro, onde ficou horas e horas a sofrer e contemplar o retrato de Isabel. Nunca mais voltaria a se casar novamente e passaria o resto de sua vida a vestir apenas a cor negra, demonstrando o seu eterno luto.
D. Isabel repousaria na cidade onde foi mais feliz, Granada.
Tendo a imperatriz falecido em Toledo, e estando nessa época o soberano em Granada, encarregou o Duque de Gândia, o futuro São Francisco de Borja, um dos muitos apaixonados platônicos da airosa imperatriz, de a conduzir até si a fim de a sepultar. Chegados lá, ao abrirem cerimonialmente o caixão de D. Isabel, a fim de verificarem a identidade do régio cadáver, a sua decomposição ia já avançada, destruindo a formosura da mais bonita mulher daquele tempo, segundo rezavam os literatos de então. Segundo a lenda, perante a hedionda visão do seu cadáver descomposto o ainda Duque de Gândia, casado com a portuguesa D. Leonor de Castro, uma das suas damas, e que tanto e tão longamente amara a linda imperatriz à distância, jurou nunca mais servir a senhor humano algum, virando-se unicamente para o serviço divino; e ao enviuvar de D. Leonor, alguns anos depois, optou pela vida religiosa ingressando na Companhia de Jesus. 
D. Isabel marcaria a história da Europa do século XVI. A memória colectiva perpetuá-la-ia. Jamais renegou as suas origens lusas. Educara o seu filho Filipe, em especial, na língua portuguesa, rodeando-o de aias e amas da sua terra natal. 